# Liste der Monuments historiques in Hayes
Die Liste der Monuments historiques in Hayes führt die Monuments historiques in der französischen Gemeinde Hayes auf.

## Liste der Bauwerke
| Bezeichnung      | Beschreibung                                                                               | Standort                    | Kennzeichnung | Schutzstatus | Datum | Bild           |
| ---------------- | ------------------------------------------------------------------------------------------ | --------------------------- | ------------- | ------------ | ----- | -------------- |
| Château de Lue   | 1655 erbaut; einschließlich der Ausstattung der Bibliothek und von Teilen des Parks        | südöstlich des Ortes (Lage) | PA00106783    | Inscrit      | 1981  | weitere Bilder |
| Château de Hayes | Burganlage von 1576, im 17. und 18. Jahrhundert zum Schloss umgebaut; mit Teilen des Parks | Rue Principale (Lage)       | PA00106782    | Inscrit      | 2004  |                |